# Prays citri
Prays citri (tên tiếng Anh: Citrus Blossum Moth hoặc Citrus Young Fruit Borer) là một loài bướm đêm thuộc họ Yponomeutidae. Nó được tìm thấy ở Nam Âu.
Sải cánh dài 10–12 mm.
Ấu trùng ăn các loài Citrus, preferably Citrus limonum, Citrus decumana và less Citrus aurantium và are considered an agricultural pest.